# Jean Bertrand
Jean Bertrand (Tolosa, 1482 – Venezia, 4 dicembre 1560) è stato un cardinale francese.

## Biografia
Nato nel 1482 a Tolosa, in Francia, Jean Bertrand viene descritto dai contemporanei come uomo di bassa statura. Suo padre, Nicolas de Bertrand, era procuratore generale del Parlamento di Tolosa ed apparteneva alla casata dei signori di Villemele e sposò la nobildonna Jacquette de Sauran.
Intrapresa la carriera giuridica, si laureò in utroque iure divenendo dapprima Presidente del Parlamento di Tolosa (1536) e successivamente, su raccomandazione del conestabile Anne de Montmorency, re Francesco I lo nominò primo presidente del Parlamento di Parigi. Durante il regno di Enrico II, venne nominato guardiano dei sigilli reali nel 1551, e successivamente fu vice-cancelliere e cancelliere. Dopo la morte della moglie, Jeanne Baras, signora di Mirabelle e Villemor, dalla quale aveva avuto un figlio e due figlie, decise di intraprendere la carriera ecclesiastica, venendo nominato chierico a Tolosa.
Eletto vescovo di Comminges il 16 dicembre 1555, diede le proprie dimissioni dal governo della diocesi prima del 16 giugno 1556, venendo nominato quindi nunzio apostolico in Germania nel 1557 e viceré in Savoia per il breve periodo dell'occupazione francese del territorio italiano.
Creato cardinale presbitero nel concistoro del 15 marzo 1557, divenne amministratore apostolico dell'arcidiocesi di Sens dal 5 luglio 1557. Ricevette la porpora cardinalizia ed il titolo dei Santi Nereo e Achilleo dal 9 agosto del 1557 e partecipò all'assemblea convocata a Parigi dal re Enrico II per fortificare le proprie posizioni contro i nemici della Francia. Prese parte anche al conclave del 1559 che elesse papa Pio IV. L'anno successivo, il 16 gennaio 1560, optò per il titolo di Santa Prisca ed il 13 marzo di quello stesso anno optò per quello di San Crisogono. Nominato giudice nella causa contro il cardinale Carlo Carafa nel 1560, divenne ambasciatore straordinario in francia per conto del senato veneziano.
Morì a Venezia il 4 dicembre 1560 e venne sepolto nella chiesa di Santo Stefano degli agostiniani in città. La notizia della sua morte raggiunse Roma il 12 dicembre di quello stesso anno.

## Genealogia episcopale
La genealogia episcopale è:
- Cardinale Girolamo Grimaldi
- Arcivescovo Martinho de Portugal
- Arcivescovo Alfonso Oliva, O.S.A.
- Vescovo Girolamo Maccabei de Toscanella
- Vescovo Giovanni Giacomo Barba, O.S.A
- Vescovo Filippo Roccabella
- Cardinale Jean Bertrand